# Розбагатій або помри
«Розбагатій або помри» (англ. Get Rich or Die Tryin') — американська кримінальна драма 2005 р. з 50 Cent у головній ролі. Це перший фільм у його акторській кар'єрі. Початкова назва під час зйомок: «Locked and Loaded». Як і стрічка Емінема Восьма миля (2002) є автобіографічним викладом життя репера. Режисер – 6-разовий номінант на Оскар, Джим Шерідан.

## Сюжет
Маркус (50 Cent) — тихий хлопчик, який обожнює свою люблячу матір (Серена Рідер). Обоє мають відносно комфортне життя, позаяк матір є місцевим торговцем наркотиками. Вона часто залишає його з дідусем і бабусею на час своєї роботи. Після її жорстокого вбивства Маркус змушений мешкати з багатодітними бабусею та дідусем. Він вважає таке життя менш привабливим, дід важко працює, щоб підтримувати велику родину. Підрісши, Маркус стає наркоторговцем, купує новий одяг і навіть пістолет. Урешті-решт він кидає середню школу, починати працювати на місцевого злочинця Левара (Білл Д'юк) і його підлеглого Меджестіка (Адевале Акіннуоє-Аґбадже). Останній хоче стати головним наркобароном.
Кілька років потому, після того як Маркус возз'єднується зі своєю коханою дитинства (Джой Браянт), він потрапляє до в'язниці. Там його другом стає сусід по камері Бама (Терренс Говард). Маркус вирішує зав'язати з торгівлею наркотиками й здійснити мрію всього свого життя, стати реп-зіркою. Сценічне ім'я: Young Caesar на честь римського полководця. Менеджер і продюсер: Бама.
Маркус і колеги з наркобізнесу грабують місцеву крамницю. Меджестік не хоче відпустити його, це може зруйнувати життя Маркуса назавжди. У репера стріляє біля дому бабусі приятель Джастіс (Торі Кіттлс), котрий таємно працює на Меджестіка й був другом лише для отримання інформації, яку він доповідав босу. Маркус переосмислює життя та розставляє пріоритети, зокрема думає про свою маленьку дитину. Розлючений невдачею Меджестік жорстоко вбиває Джастіса тростиною з вкладною шпагою. Маркус зустрічається з Леваром, котрий повідомляє, що він його біологічний батько й розкаюється у відсутності в житті сина та матері.
Маркус починає готуватися до виходу на сцену, одягає бронежилет для захисту від ворогів. За хвилину перед шоу Меджестік заявляє, що він убив його матір. У бійці перемагає Маркус, суперник залишається зі своїм антуражем. Маркус виходить до натовпу й зупиняється, почувши постріл у приміщенні позаду нього. Бама вбиває Маркуса. На сцені головний герой знімає бронежилет, щоб показати, що він більше не боїться бути репером.

## У ролях
- Кертіс «50 Cent» Джексон — Маркус
- Терренс Говард — Бама
- Адевале Акінуойє-Агбадже — Меджестік
- Джой Браянт — Шарлін
- Омар Бенсон Міллер — Кірл
- Торі Кіттлс — Джастіс
- Ешлі Волтерс — Антуан
- Марк Джон Джеффріс — молодий Маркус
- Віола Девіс — бабуся
- Салліван Вокер — дідусь
- Серена Рідер — Катріна
- Білл Д'юк — Левар
- Мфо Коаго — Джунбаґ
- Рассел Горнсбі — Оделл
- Джозеф П'єр — дядько Д'юс
- Раян Аллен — дядько Рой
- Бен Волш — 15 Euro
- Майкелті Вільямсон — вітчим Шарлін (незазначено в титрах)

## Саундтрек
8 листопада 2005 видали саундтрек. У грудні 2005 RIAA надала альбому платиновий статус. Реліз розійшовся накладом у 3 млн проданих копій у всьому світі.

## Конфлікт
Семюел Л. Джексон публічно відхилив пропозицію зіграти одну з головних ролей, заявивши, що він не хоче підтримувати недосвідченого актора.
Кінокритик Роджер Еберт написав про це рішення: «Як і Білл Косбі, Джексон виступає проти антиінтелектуального меседжу, ніби молодим чорношкірим чоловікам краще шукати успіх у репі та спорті, ніж у навчанні». Джексон і 50 Cent пізніше знялися у стрічці «Будинок хоробрих» (2006).

## Відгуки
Більшість оглядачів негативно оцінили Розбагатій або помри (рейтинг у 16% на Rotten Tomatoes на основі 117 рецензій). За перші вихідні фільм зібрав $12 020 807. Загальні касові збори в усьому світі становлять $46 442 528.